# Ahorn (Landkreis Coburg)

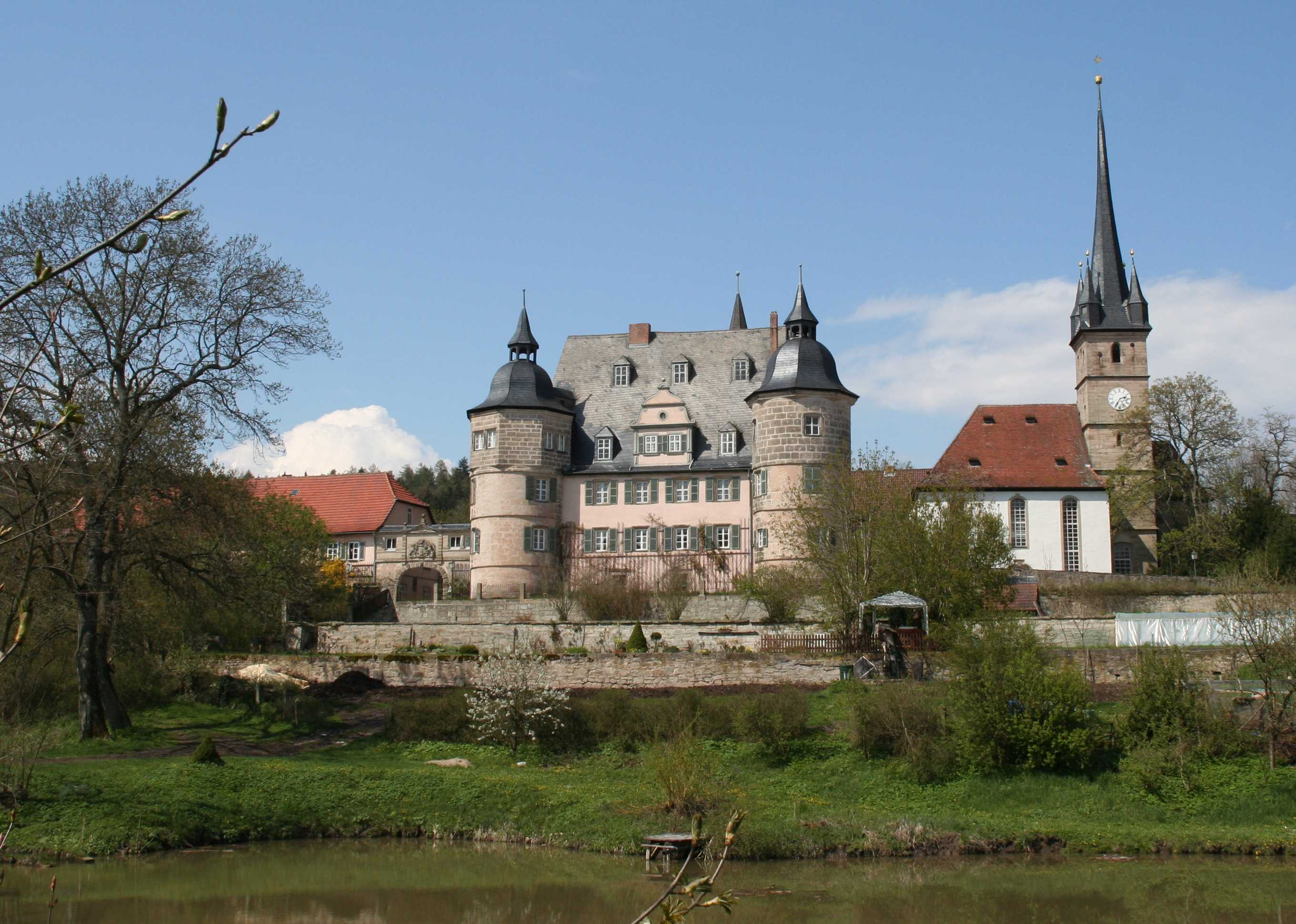
Schloss Ahorn

Ahorn ist eine Gemeinde im oberfränkischen Landkreis Coburg am südlichen Stadtrand von Coburg. Der Ortsname rührt von den Ahornbäumen her, die früher auf dem Gemeindegebiet standen.

## Geografie

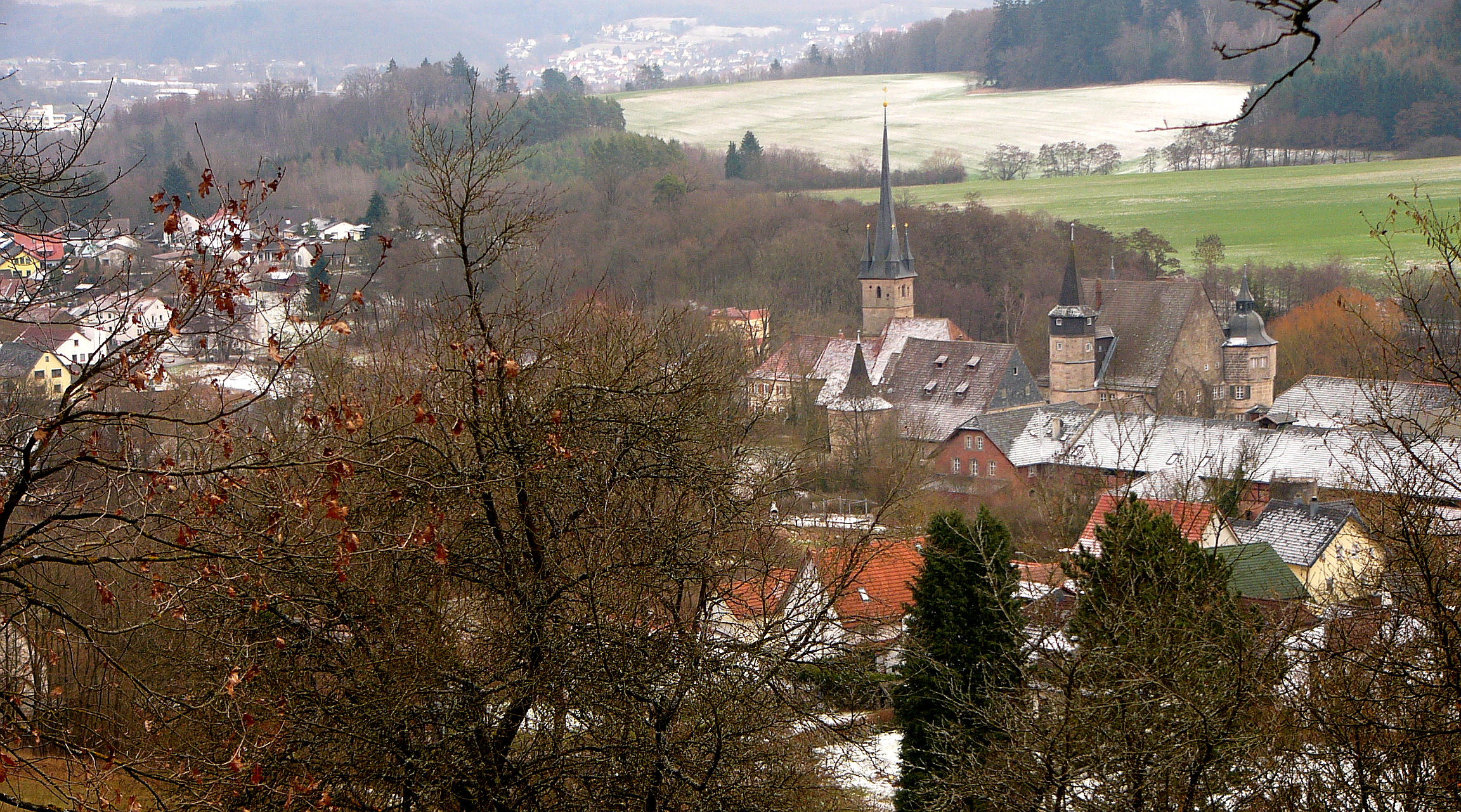
Ortskern von Ahorn aus Nordwest gesehen

Ahorn liegt in der Region Oberfranken-West an der Bundesstraße 303 Coburg–Schweinfurt.
Es gibt elf Gemeindeteile (in Klammern ist der Siedlungstyp angegeben):
- Ahorn (Pfarrdorf)
- Eicha (Dorf)
- Finkenau (Dorf)
- Hohenstein (Weiler)
- Krebsmühle (Einöde)
- Schafhof (Dorf)
- Schorkendorf (Dorf)
- Triebsdorf (Dorf)
- Witzmannsberg (Kirchdorf)
- Wohlbach (Dorf)
- Ziegelhütte (Weiler)

Außerdem gibt es den Wohnplatz Siebenwind ⊙.

## Geschichte

### Bis zum Wechsel nach Bayern
Ahorn wurde erstmals 1074/75 als „Rodungshöfe in den Wäldern der Burg Ahorny“ erwähnt. Die Entwicklung hängt eng zusammen mit der Geschichte des Schlosses Ahorn, das Joachim von Rosenau nach dem Bauernkrieg im Jahre 1555 auf den Resten einer älteren Burg im Renaissancestil errichten ließ.
Von 1599 bis 1645 besaßen die Herren von Streitberg Ahorn, gefolgt von den Herren von Schaumberg, Muffel von Ermreuth, von Hendrich, von Baumbach und den Freiherren von Erffa.
Ahorn gehörte zum Amt Ahorn des Herzogtums Sachsen-Coburg. Es kam mit dem Freistaat Coburg nach einer Volksabstimmung und dem Staatsvertrag am 1. Juli 1920 zu Bayern.

### Eingemeindungen
Im Zuge der Gebietsreform in Bayern wurden am 1. Januar 1971 Schafhof und Wohlbach eingemeindet. Am 1. April 1971 folgte Schorkendorf. Am 1. Juli 1972 wurde die Gemeinde Witzmannsberg (vorher im Landkreis Staffelstein) eingegliedert.

### Einwohnerentwicklung
Im Zeitraum 1988 bis 2018 wuchs die Gemeinde geringfügig von 4225 auf 4244 um 19 Einwohner bzw. um 0,5 %. Am 31. Dezember 1998 hatte Ahorn 4631 Einwohner.
| Jahr | Einwohner |
| ---- | --------- |
| 1961 | 2793      |
| 1970 | 3096      |
| 1987 | 4262      |
| 1991 | 4492      |
| 1995 | 4624      |
| 2000 | 4592      |
| 2005 | 4552      |
| 2010 | 4324      |
| 2015 | 4184      |
| 2023 | 4149      |

## Politik

### Gemeinderat
Die Kommunalwahl 2020 führte zu folgender Sitzverteilung im Gemeinderat:
- CSU/Bürgerverein: 6 Sitze
- Freie Wähler: 4 Sitze
- SPD/Grüne: 6 Sitze

### Bürgermeister
Seit dem Jahr 2008 ist Martin Finzel (parteilos) Erster Bürgermeister. Dieser wurde als überparteilicher Kandidat von SPD, Bündnis 90/Die Grünen und Freien Wählern unterstützt. In den Kommunalwahlen 2014 und 2020 wurde er in seinem Amt bestätigt. Sein Vorgänger war Wolfgang Dultz (SPD), der  das Amt im Jahr 1988 von Walter Herpich (SPD) übernommen hatte.

### Wappen
| | Blasonierung: „Geteilt von Gold und Blau; oben ein grünes Ahornblatt, unten ein silbernes Schloss mit zwei Ecktürmchen.“ |
| Wappenbegründung: Der Wappenschild zeigt das stilisierte Schloss Ahorn als Wahrzeichen der Gemeinde. Die Farben Grün und Silber von Ahornblatt und Schloss weisen auf die Zugehörigkeit der Gemeinde zum ehemaligen wettinischen Herzogtum Sachsen-Coburg hin. Eingebettet sind Ahornblatt und Schloss in die Farben Gold und Blau aus dem Wappen der Familie der Freiherren von Erffa. | |

### Gemeindepartnerschaften
- Österreich: Ahorn unterhält seit 1975 mit der Marktgemeinde Irdning in der Steiermark eine Partnerschaft
- Seit dem Jahr 1990 gibt es eine Partnerschaft mit der Stadt Eisfeld in Thüringen.

## Wirtschaft und Infrastruktur

### Wirtschaft einschließlich Land- und Forstwirtschaft
Im Jahr 2023 gab es insgesamt 1879 sozialversicherungspflichtig Beschäftigte am Arbeitsort. Beschäftigte am Wohnort gab es insgesamt 1779. Im verarbeitenden Gewerbe sowie im Bergbau und bei der Gewinnung von Steinen und Erden gab es vier, im Bauhauptgewerbe keine Betriebe. Zudem bestanden im Jahr 2020 19 landwirtschaftliche Betriebe mit einer landwirtschaftlich genutzten Fläche von 947 Hektar. Davon waren 772 Hektar Ackerfläche und 175 Hektar Dauergrünfläche.

### Industriegebiet Triebsdorf
Im Randbezirk der Gemeinde befindet sich im alten Produktionsgelände von Möbel-Hoffmann ein kleines Industriegebiet mit einer Schreinerei, einer Druckerei und einem Händler für Gastronomiemöbel.

### Bildung
Im Jahr 2024 existierten folgende Einrichtungen:
- eine Kindertageseinrichtung mit 185 Plätzen und 134 Kindern,
- eine öffentliche Volksschule mit 6 Klassen und 133 Schülern,
- ein privates Förderzentrum mit 13 Klassen und 113 Schülern.

## Sehenswürdigkeiten

### Baudenkmäler

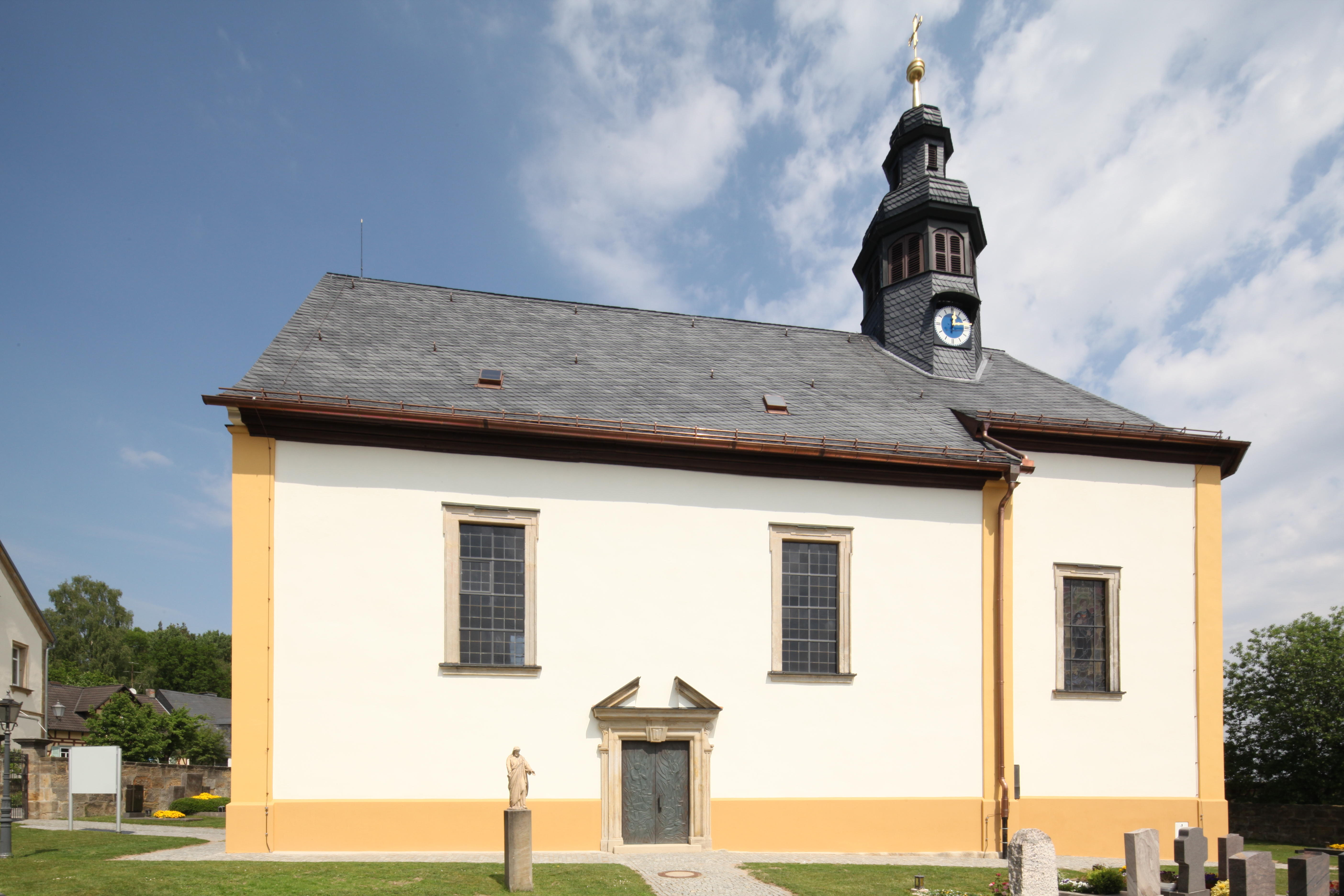
Katholische Kirche St. Johannes in Witzmannsberg

- Schloss Ahorn im Renaissancestil mit runden Ecktürmen. Im Innenhof befindet sich ein achteckiger Treppenturm mit einer Wendeltreppe, deren Stufen nicht wie üblich an einer Säule befestigt sind, sondern an einer in Stein gehauenen Spindel. Diese Konstruktion wurde oft als 9. Weltwunder bezeichnet. Das Schloss befindet sich in Privatbesitz und kann nicht besichtigt werden.
- Die Schlosskirche, die baulich mit dem Schloss verbunden ist, entstand aus einer gotischen Burgkapelle. Im Inneren befinden sich zwei prachtvolle Epitaphien der Herren von Streitberg.
- Schloss Hohenstein im Gemeindeteil Hohenstein.
- Schloss Finkenau im Gemeindeteil Finkenau.
- Die katholische Filialkirche St. Johannes der Täufer in Witzmannsberg wurde 1711 geweiht.

### Museum

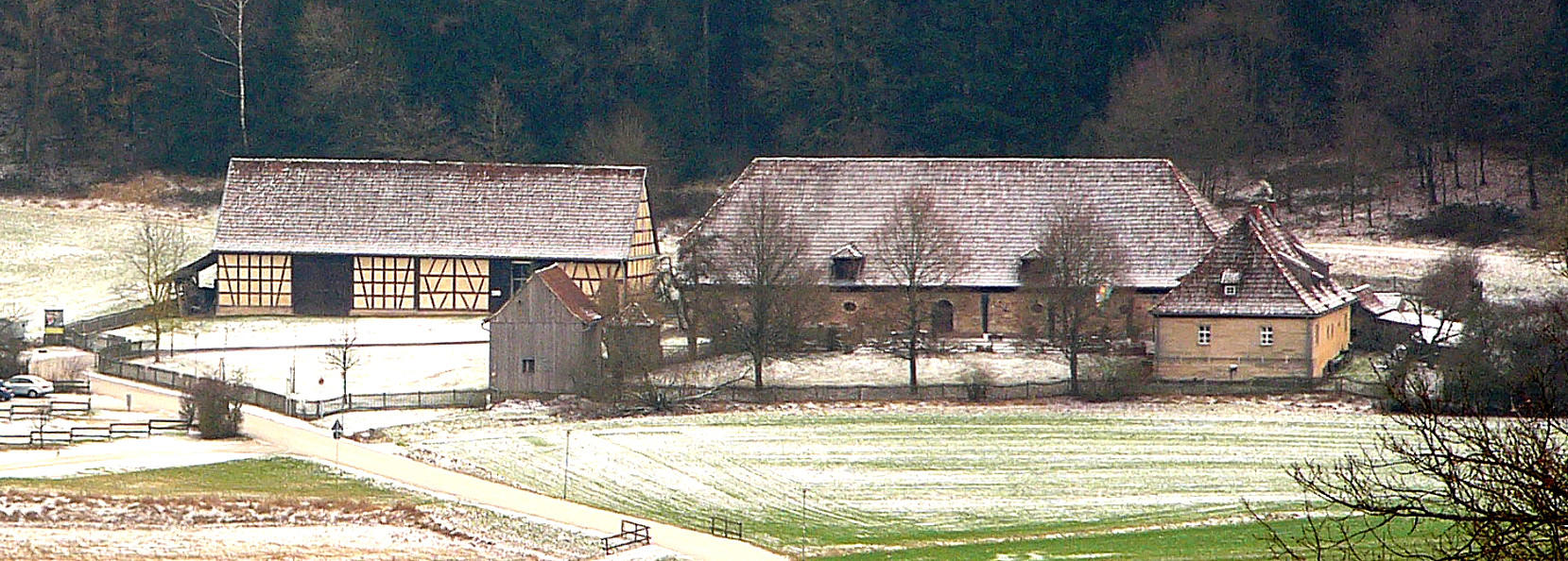
Das Gerätemuseum in der Alten Schäferei

- Das Gerätemuseum des Coburger Landes ist in der ehemaligen Gutsschäferei des Schlosses Ahorn untergebracht und zeigt Geräte aus dem bäuerlichen, handwerklichen und frühindustriellen Bereich im ehemaligen Herzogtum Sachsen-Coburg und Gotha und landwirtschaftliche Geräte aus den letzten 150 Jahren.

## Dialekt
In Ahorn wird Itzgründisch, ein unterfränkischer Dialekt, gesprochen.

## Persönlichkeiten
- Anna Gumlich-Kempf (1860–1940), Malerin, in Ahorn geboren
- Kurt von Stutterheim (1888–1978), Journalist,  in Ahorn geboren
- Gerhard Deutschmann (* 1933), Komponist, lebt in Ahorn